# T-12反坦克炮

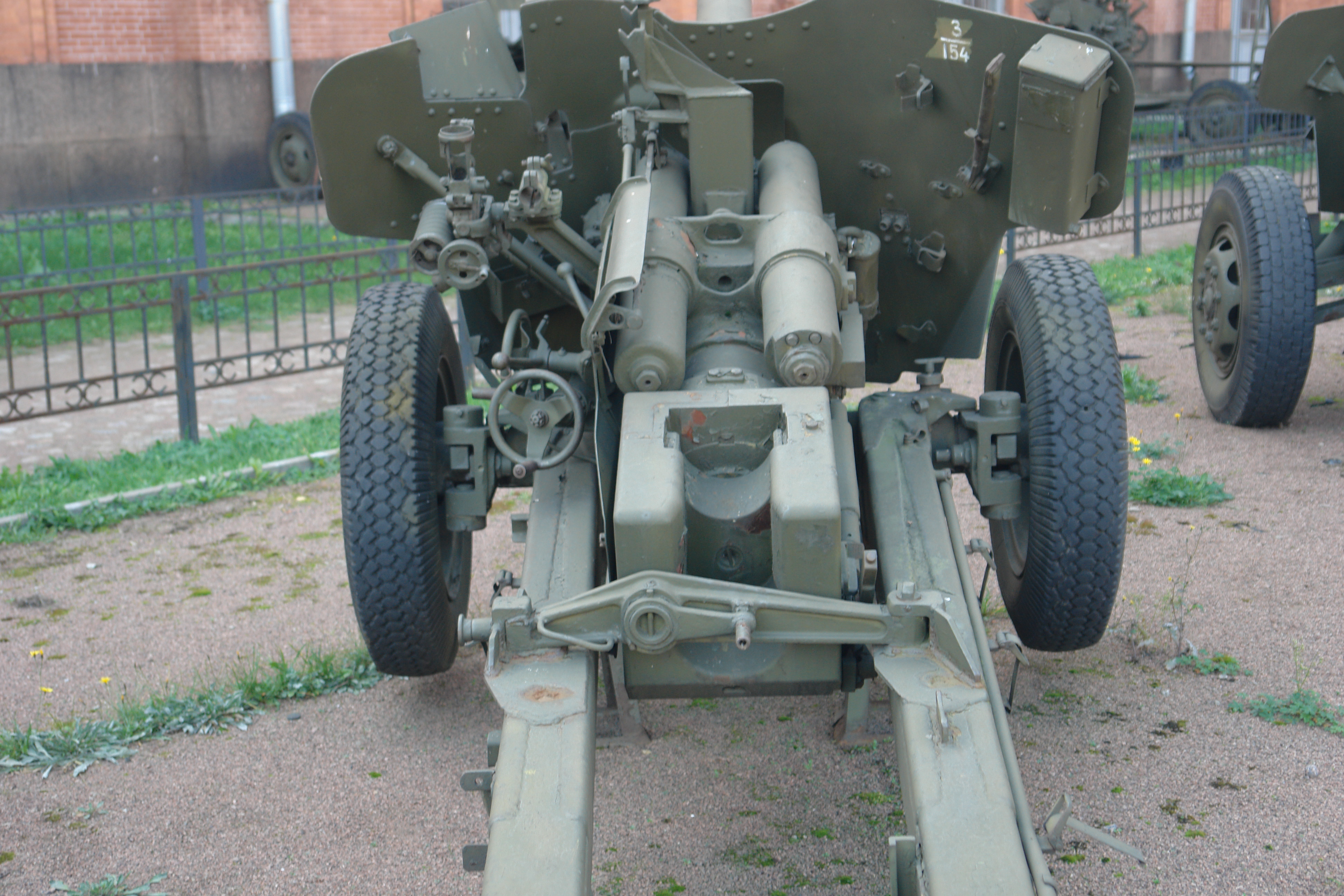
T-12炮尾

2A19又称T-12，是一种苏联制100毫米滑膛反坦克炮，从1961年服役到80年代末期被作为华沙公约組織势力的主力牽引反坦克炮。

## 歴史
T-12於1961年服役，取代BS-3 100毫米野炮，通常装备坦克兵或摩托化步兵的反坦克單位，以在快速推进过程中保護側翼不遭到敵方攻擊。到70年代，蘇军的每个摩托化步兵师属独立反坦克营有3个T-12反坦克炮连（每连6门），而在导弹化反坦克兵器普及之后，独立反坦克营中的1-2个连则被装备了反坦克导弹的BRDM-2装甲侦察车所替代。在苏联解体之后，MT-12仍然装备俄军的摩步师属独立反坦克营和摩步旅属独立反坦克营，数量缩减到每营1个连6门，未来将被2S25“章鱼-SD”自行反坦克炮所替代。
到1970年生产转换到采用了新的滑膛炮2A29的T-12A或稱MT-12“剑”型号上，这种型号还重新设计了底盘和炮盾以在机枪火力和弹片下保护成员。由于新设计的底盘的轮基更大，MT-12也可以由MT-LB牽引，此时其公路速度為60公里每小時，越野速度則為25公里每小時。
2A29R“茴香”或稱MT-12R 是安装了RLPK-1雷达以在低可见度环境（如雾天或烟雾下）作战的型号。自1981年起该火炮可以发射激光架束制导的9M117棱堡反坦克導彈（武器系统9K116），並獲得了新代号 2A29K“指环”或稱MT-12K。
这种武器原计划由2A45“章鱼”-B125毫米滑膛反坦克炮所替代。现代的西方坦克前装甲防护已经超越了100毫米即便使用尾翼稳定脱壳穿甲弹所能达到的最大穿深了。坦克可以机动去寻找敌方弱点开火，但对基本上用来防禦的武器来说这就是嚴重的问题了。如今的T-12基本都是当做普通火炮使用，发射高爆破片彈。

## 简介
该火炮炮班为6人：炮长、牵引车驾驶员、炮手、装填手和两名弹药手。在MT-LB充当牵引车时通常携载20发弹药（10发尾翼稳定脱壳穿甲弹、4发高爆破片弹、6发破甲弹）。由于这是一种滑膛炮，所以所有的弹药都采用尾翼稳定。
火炮的标准观瞄设备包括用于非直瞄射击的PG-1M全景瞄准器和用于直瞄射击的OP4M-40U望远镜。APN-5-40或APN-6-40用于夜间引导射击。
火炮也可以安装LO-7滑雪橇赖在雪地或泥泞地表行进。

## 用户
根据《简氏装甲和炮兵年鉴》，下列国家有T-12和/或MT-12服役：
- 阿尔及利亚 - 12
- 亞美尼亞 - 36
- - 30
- 白俄羅斯 - 40
- - 90
- 保加利亚 - 200
- - 133
- 古巴
- - 50
- 匈牙利 - 106
- - 125
- - 15
- 摩尔多瓦 - 26
- 蒙古国 - 25+
- 俄羅斯 - 约6,000
- - 48
- 乌克兰 - 400
- - 39

### 前用户
- 苏联 - 传给继承国。
- 南斯拉夫 - 138，传给继承国。
- 伊拉克 - 大部分在1991年海湾战争和2003年伊拉克战争中被摧毁，到2003年已经不再服役。

## 弹药
备注：穿深数据是对90度均质钢装甲的值。

### 尾翼稳定脱壳穿甲弹

3BM2穿甲杆

3BM-2
尾翼稳定脱壳穿甲曳光弹 Tungsten 
- 全弹重： 19.34（42.6磅）
- 弹头重： 5.65（12.5磅）
- 初速： 1,575 m/s（5,170 ft/s）
- 最大射程： 3,000米（3,300 yd）
- 穿深：
  - 500米距离230毫米
  - 2000米距离180毫米
  - 3000米距离140毫米

3BM23/3UBM10
尾翼稳定脱壳穿甲弹
- 全弹重： 19.9（44磅）
- 弹头重： 10磅（4.5）
- 初速： 1,548 m/s（5,080 ft/s）

### 破甲弹
3BK16M/3UBK8
- 全弹重： 23.1（51磅）
- 弹头重： 9.5（21磅）
- 初速： 975 m/s（3,200 ft/s）
- 破深： 350 mm（14英寸）

### 高爆破片弹
3OF12/3OF35
- 全弹重： 28.9（64磅）
- 弹头重： 16.7（37磅）
- 初速： 700 m/s（2,300 ft/s）
- 最大射程（非直瞄）： 8,200米（9,000 yd）

### 制導彈藥
9K117 Kastet 3UBK10/3UBK10M
激光驾束制导弹药。
- 全弹重： 24.5（54磅）
- 弹头重： 17.6（39磅）
- 均速： 300 m/s（980 ft/s）
- 射程： 100—5,000米（110—5,470 yd）
- 破深： 550—600 mm（22—24英寸）

## 衍生型号

### 罗马尼亚
- A407 - 这种炮兵系统由雷西察兵工厂设计，非常类似于MT-12。其可以发射与T-54/55坦克相同的弹药，最大射程2200米（破甲弹）、4000米（被帽穿甲曳光弹）。其进一步衍生型号包括 A407M1和A407M2。在罗马尼亚陆军中服役的A407被称为100毫米反坦克炮M1977年式 (羅馬尼亞語：Tun antitanc calibrul 100-mm Model 1977) ，通常由DAC 887R卡车牵引。[3] 该炮也可由DAC 665T卡车牵引。该炮还存在改进型2002年型，后者安装了TAT-100自动火控系统。[4]

### 中华人民共和国
- 73式100毫米反坦克炮 - 苏制T-12的中国版。[5]
- 86式100毫米反坦克炮 - 一种与56式85毫米反坦克炮有共同点的100毫米滑膛反坦克炮，可以使用73式高爆弹、73式破甲弹、73式穿甲弹和86式穿甲弹，最大射程1800米。[3]